# 王槐 (成化進士)
王槐（1445年—？），字應禎，山西太原府陽曲縣人，明朝政治人物，官遼東苑馬寺卿。

## 生平
成化十年（1474年）甲午科山西鄉試第一名。成化十七年（1481年），登辛丑科三甲第八十一名進士。授行人，弘治元年（1488年）十二月選授山東道監察御史，八年巡按山東，十年二月升雲南按察司副使，十七年十一月官至遼東苑馬寺卿。

## 佚事
成化七年（1471年），監察御史、祥符王繼巡按山西，監督科考，在淘汰試卷中搜撿出陶琰、王槐二卷。二人果然連舉解元，眾服王繼之明。

## 家族
曾祖王伯達；祖父王益；父王英，母馮氏；繼母路氏。慈侍下。

## 參看
- 明朝解元列表